# Fort des Justices
Ne doit pas être confondu avec Fort de la Justice ou Redoute de la Justice.
Le fort des Justices, appelé brièvement fort Pajol (son nom Boulanger en référence à Pierre Claude Pajol), était une fortification du XIXe siècle située dans le quartier de Montrapon à Besançon.
Constitué de dispositifs défensifs ceinturant et protégeant des casemates et magasins à poudre, il fut réalisé lors de la guerre franco-allemande de 1870 pour interdire la route de Vesoul et le front nord-ouest avec d'autres batteries et le fort des Montboucons.
Cependant le bâtiment ne servit jamais lors de bataille, et fut abandonné comme de nombreuses autres structures militaires de ce type, subissant les outrages du temps. Le site fut repris après la Seconde Guerre mondiale afin d'y établir une caserne de gendarmerie, d'abord en harmonie avec les plans existants, avant que l'ensemble de ce qui restait de l'édifice soit rasé pour construire des logements de fonction neufs, à l'exception des casemates encore intégrées mais sérieusement modernisées. La visite du site, ne portant de ce fait quasiment plus d'intérêt, est en plus rigoureusement prohibée.

## La place forte de Besançon

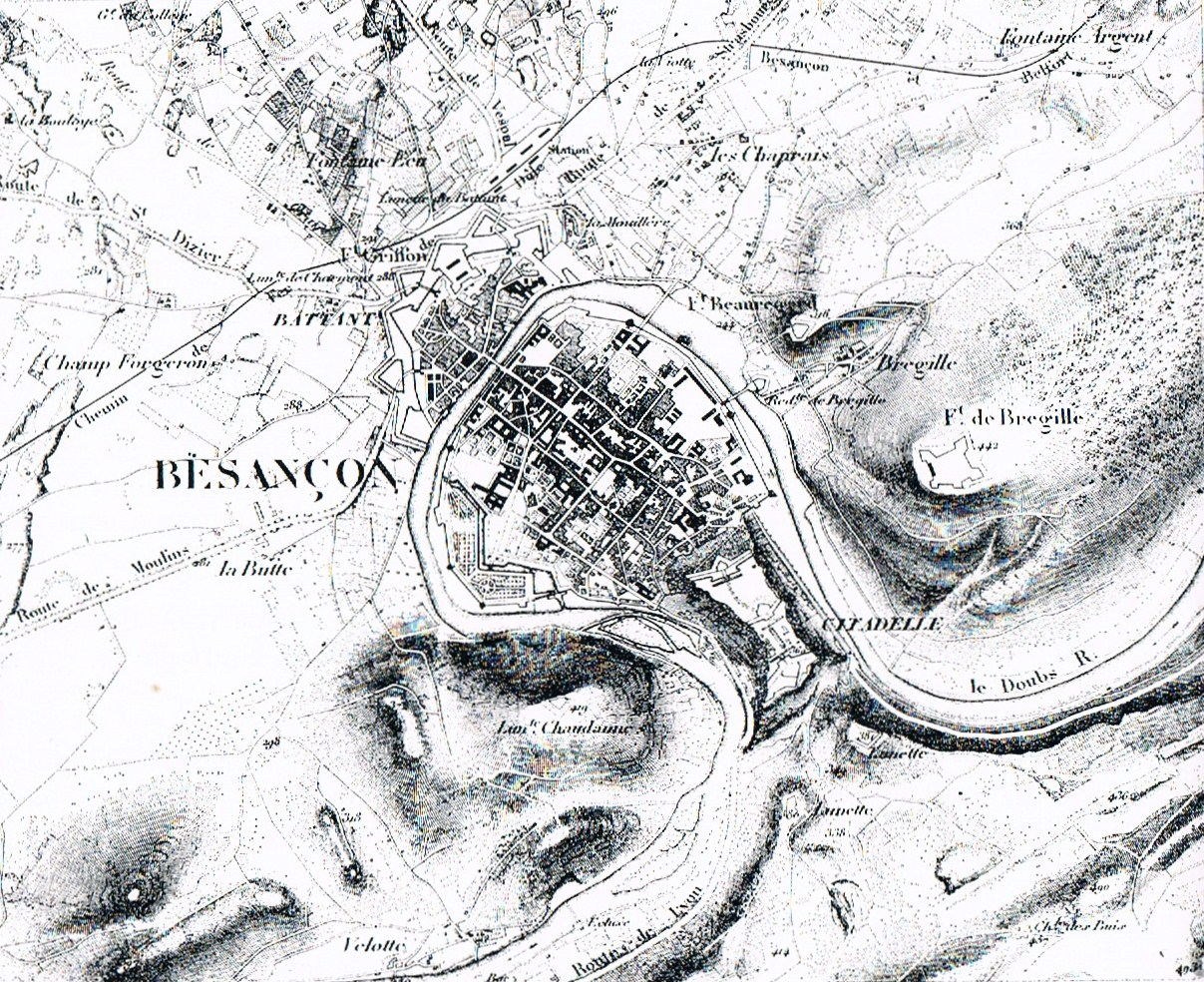
Plan de la place forte de Besançon datant du XIX.

À partir de la fin du XIXe siècle, le gouvernement français réorganisa les fortifications du Territoire afin de pouvoir répondre efficacement à une éventuelle nouvelle guerre avec l'Allemagne, le revanchisme apparaissant à cette époque,. Le système défensif de Besançon n'avait quasiment pas évolué depuis que Vauban avait doté la ville de son imposante citadelle ainsi que de tours et d'une enceinte, alors que le besoin d'un véritable réseau de forts semblait de plus en plus indispensable,. En effet, après la guerre franco-allemande de 1870, nombre d'ingénieurs ont fait remarquer que la capitale comtoise était vulnérable à cause de sites comme le mont de Brégille ou la colline de Chaudanne qui n'étaient pas pourvus efficacement d'infrastructures défensives. 
Ces points stratégiques furent le théâtre de combats au cours de l'histoire, et particulièrement lors du conflit franco-prussien où l'armée française fut obligée de bâtir des redoutes et des batteries dans l'urgence. Après cette guerre, le général Raymond Adolphe Séré de Rivières organisa les réseaux de fortifications de l'Est avec son célèbre système Séré de Rivières qui consistait en un dispositif de rideaux défensifs constitués par une chaîne de forts isolés contrôlant les points de passage obligés, et qui se terminait à chaque extrémité par des places fortes bloquant les trouées par lesquelles l'ennemi pourrait s'engager. 
C'est ainsi que pas moins de 25 ouvrages furent construits dans un périmètre de 50 km autour de la ville de Besançon, dont la batterie du Rosemont.

## Histoire du bâtiment

### De la construction à l'abandon
Le bâtiment fut construit afin de faire face au conflit franco-allemand, probablement à la fin des années 1860 et/ou au début des années 1870 mais à une date exacte non connue,. Comme plusieurs autres structures du même type dans la ville, sa construction ne résulte donc pas d'une recherche stratégique particulière, mais d'une réaction quant à une possible attaque ennemie dans la capitale comtoise, ce qui explique le caractère « simple » des bâtiments,. Cependant, aucun édifice ne servit durant cette guerre puisque les combats ne se déroulent pas à Besançon, et, lorsque le conflit cessa, le bâtiment était certainement devenu inutile. 
Il fut officiellement désigné sous le nom de fort Pajol, patronyme du grand général Bisontin Pierre Claude Pajol,. Situé à 343 mètres d'altitude, il avait pour but de contrôler la route de Vesoul et à flanquer la grande place des Montboucons, ainsi que les petits ouvrages des Graviers Blancs et du Point du Jour, édifiés aussi à cette période. En effet ces deux derniers ouvrages existaient sur ces points avant leur disparition, mais étonnamment le fort des Justices a été préféré par les autorités militaires lors de l'implantation définitive entre 1872 et 1874, alors même que l'utilisation des Graviers blancs aurait été plus judicieuse car situé sur un mamelon plus élevé de 40 mètres, disposant un éloignement supplémentaire de 1 250 mètres du corps de place, et jouissant d'un meilleur emplacement géographique de défense de la voie de communications en question. 
Le bâtiment reçut des améliorations à partir de 1872, notamment la construction de onze casemates sous le cavalier et le creusement de trois magasins à poudre. Le site ne fut pas utilisé lors de la Première Guerre mondiale, du fait que la ville de Besançon n'a pas été impliquée lors de ce conflit. Il n'existe pas de traces quant à une participation durant la Seconde Guerre mondiale, bien que tactiquement il soit peu probable qu'elle ait été utile lors de ce conflit.

### L'édifice de nos jours
Comme de nombreux autres édifices bisontins de ce type, le fort des Justices a été abandonné à une date inconnue, probablement après la Première Guerre mondiale. Aujourd'hui, le casernement est occupé par le siège de région de Gendarmerie de Franche-Comté, ce qui rend la visite du site impossible. Au milieu des années 1980, les autres éléments du fort ont été démolis : les fossés du front de gorge, les restes de quelques bâtiments, ainsi que la partie supérieure du cavalier,. Par décision du conseil municipal lors du 15 avril 1985 et après arrêté préfectoral du 24 septembre de la même année, ils ont été remplacés par la caserne Capitaine Alain Girard, une centaine de logis neuf à destination d'habitat de fonction pour les gendarmes dans une nouvelle zone dite ZAC des Justices.

## Architecture
Avant d'avoir disparu pour accueillir un casernement de gendarmerie, le fort des Justices comprenait plusieurs particularités sur les plans tactiques et architecturaux. D'abord le front de tête mesurant 350 mètres de long, très étendu par rapport à la profondeur des fronts latéraux qui faisaient 120 mètres. Ce procédé ne doit rien au hasard car ce front, entouré par deux saillants (angle d'une fortification) étant censé être le côté par lequel les assaillants s'attaquent à l'édifice, gagnait à être le plus large possible en rapport avec les règles balistiques de la dispersion ; ainsi plus il est imposant et plus la portée de tir ennemi était elle aussi rognée, préservant les bâtiments centraux dont le front assurait la protection. La grande ampleur du cavalier, s'étendant sur la totalité de l'une des murailles du front de tête, est quant à elle propre au système Serre de Rivière qui comprenait ce genre de dispositifs ; le terme cavalier désigne dans la fortification une haute construction à l'intérieur d'une fortification, de manière à tirer au-dessus du parapet principal sans interférer avec le feu de ce dernier : un plus grand volume de feu peut ainsi être obtenu, mais sa taille en fait néanmoins une cible plus facile pour les assaillants. Aux Justices, la volée de dix canons respectait parfaitement la règle. Les banquettes d'infanterie et positions d'artilleries sont alternées sur les saillants du front de tête et les flancs, dont les dernières tirent à travers des embrasures prévues à cet effet et échancrant en profondeur le parapet, étant une méthode propre à la fortification bastionnée. Enfin, à noter que deux tenailles étaient disposées sur le front de tête et le front gauche, ce qui pour la période est rarissime. Utilisé des contemporains de Vauban, cet élément est un petit ouvrage situé devant la courtine et formé de deux faces en angle rentrant, prolongeant les faces des bastions ; ainsi les parties basses des courtines étaient dissimulées et les brèches défendues.